# ماريو هارفي
ماريو هارفي (بالإنجليزية: Mario Harvey)‏ (و. 1987  م) هو لاعب كرة قدم أمريكية، من الولايات المتحدة، ولد في فورسيث، يلعب كظهير ‏.

## التعليم
تعلم في Mary Persons High School ‏.